# Karlov relikviarij
Karlov relikviarij v korni dvorani aachenske stolnice je dal narediti kralj Friderik II. Naročen in končan je bil leta 1215, izdelal ga je aachenski zlatar, ko je ded Friderika II. Friderik I. Barbarossa leta 1165 uredil grobnico za ostanke Karla Velikega v dvorni kapeli.
Friderik II. je ob prvi obletnici bitke pri Bouvinesu, ki je prinesla odločitev ob nemškem sporu za prestol, 27. julija 1215 osebno poskrbel za prenos kosti in zaprtje skrinje. Dva dni prej so ga znova in končno kronali v Aachnu za rimsko-nemškega kralja.

## Opis
Relikviarij je narejen v tradiciji poznega 12. stoletja. Ima obliko enoladijske cerkve brez prečnih ladij. Več kot dva metra dolga hrastova skrinja je prekrita s pozlačenim srebrom, pozlačenim bakrom, filigranom, dragimi kamni, emajlom in rjavo lakiranimi ploščami. Dvojni profil podstavka krasijo emajlirane plošče, gravure, filigransko srebro s cvetličnim okrasjem. Dve daljši stranici prikazujeta osem emajliranih dvojnih arkad, pod katerimi so na prestolu cesarji in kralji.
Sprednji zatrep prikazuje kronanega Karla  Velikega, na njegovi desni strani stoji papež Leon III., na levi nadškof Turpin. Karl je postavljen v medaljon, pod doprsjem Kristusa.
Na zadnjem zatrepu je Marija na prestolu s Kristusom med nadangeloma Mihaelom in Gabrijelom. Tri polfigure so personifikacije vere, upanja in ljubezni.
Strešni površini kažeta štiri reliefe s prizori iz Karlove legende, legendarna zgodovina o cesarju, ki ga je v njegovem življenju vodil Bog. Literarni vir teh reliefov je kronika Psevdo-Turpin ali Zgodovina Karla Velikega in Rolanda, rokopis iz 12. stoletja. Sodobno kopijo je mogoče najti v arhivu aachenske stolnice, izvirna pa je tretja knjiga Codex Calixtinus v Santiagu de Compostela.  Stilizirani glavniki iz pozlačenega bakra in pet krogel krasijo sleme strehe in zatrepov.
Na obeh stranicah je osem cesarjev. Na Karlovi desni strani vzdolžne stranice so od leve proti desni: Henrik II., Oton III., Oton I., Oton II., Karel Debeli, neimenovan cesar, Henrik VI. in Friderik II. Na drugi daljši stranici so Henrik III., Lambert II. Spoletski, Henrik V., Henrik IV., Oton IV., Henrik I., Lotar I. in Ludvik Pobožni.

## Ikonografska zasnova
V programski shemi prevladuje staufovska cesarska miselnost. Karel Veliki sedi na čelni strani med predstavniki Cerkve, kjer je v vseh drugih svetiščih prostor za Kristusa. On sam, cesar Karel Veliki, je Kristusov namestnik, nad papežem in nadškofom. Na obeh daljših stranicah relikviarija so sicer preroki in apostoli, 16 ustoličenih nemških cesarjev in kraljev, strešni reliefi nadaljujejo s cesarskim značajem programske sheme. Kažejo legendarno Karlovo življenje, ki temelji na Historia Karoli Magni et Rothalandi (Zgodovini življenja Karla Velikega in Rolanda), ki naj bi jo napisal nadškof Turpin (okoli 748–749), vendar pa je nedavna raziskava pokazala, da je verjetno nastala okoli 1130–1140 v Franciji.
- Henrik I. Ptičar
- Henrik V.
- Ludvik Pobožni
- Papež Leon III., Karel Veliki, nadškof Turpin iz Reimsa
- Oton III.
- Henrik VI. Hohenstaufen

## Razvrstitev
Relikviarij je narejen v mozanskem slogu (regionalna umetnost in arhitekturni slog v porečju reke Moze v Belgiji, na Nizozemskem in v Nemčiji; slog je dosegel vrhunec v mozanskih cerkvah in kamnitih skulpturah, zlatarski in umetnosti v emajlu in iluminiranih rokopisih iz 11. do 13. stoletja) in je razen predanosti reliefov na strehi slogovno enovit. Mojstrovina je verjetno iz maastrichtske delavnice, medtem ko se je drugi mojster posvetilnih reliefov začel ukvarjati z Marijinim relikviarijem leta 1220. Oba relikviarija, ki sta v gotski korni dvorani, sta med najpomembnejšimi in znanimi srednjeveškimi zlatarskimi predmeti.

## Antropološka raziskava
Leta 1874 je aachenski stolni kapitelj naročil znanstveno študijo o ostankih Karla Velikega, ki jo je izvedel bonski antropolog Hermann Schaaffhausen (1816–1893). Opredelil je kosti človeka, visokega 2,04 metra. Nedavne študije iz leta 2010 so glede na te informacije potrdile velikost 184 centimetrov, kar je za Karlovo obdobje še vedno nadpovprečno.  Že Einhard je o Karlu napisal: "ker je bila njegova dolžina, saj vemo, sedem čevljev" (nam septem suorum pedum proceritatem ejus constat habuisse mensuram). Glede na preiskave iz leta 1874 je bila njegova desna ključnica poškodovana in zaceljena. O tej poškodbi zgodovinarji niso poročali. Lobanja ima obliko dolgoglavosti (dolihokefalija), špranje so zaprte brez sledu, kar je znak visoke starosti. Ugotovitve dokazujejo pristnost ostankov.

## Zaščita 1983–88
30. januarja 1983 je bil relikviarij z ostanki Karla Velikega odprt. Zvečer istega dne so vsebino ponovno zapečatili v zasilno leseno skrinjo in jo položili na podlago. Karlov relikviarij je bil še isto noč prenesen v zlatarsko delavnico, pripravljeno v kupoli. Zlatarja Gerhard Thewis in Peter Bolg sta se z ohranjanjem umetnine ukvarjala pet let pod znanstvenim vodstvom Herte Lepie. Srednjeveška pozlata je bila nato ponovno razstavljena. Datiranje hrasta je pokazalo, da je iz leta 1182. 